# Ramon John Hnatyshyn
Ramon John Hnatyshyn, dit Ray Hnatyshyn, né le 16 mars 1934 à Saskatoon et mort le 18 décembre 2002 à Ottawa, est un avocat, militaire et homme d'État canadien, d'origine ukrainienne, qui occupe le poste de gouverneur général du Canada de 1990 à 1995. Il appartient auparavant au Parti progressiste-conservateur du Canada (PC) et exerce diverses fonctions ministérielles, sous la direction de Joe Clark et Brian Mulroney.

## Biographie

### Jeunesse et formation
Issu de la communauté ukraino-canadienne, il est le fils de John Hnatyshyn, sénateur progressiste-conservateur entre 1959 et 1967 et ami personnel de John Diefenbaker, futur premier ministre. À ce titre, Ray Hnatyshyn se trouvera fréquemment confronté à des discussions politiques de haut niveau.
Parallèlement à ses études secondaires, il s'engage dans les cadets de l'aviation royale du Canada, étant affecté au Spitfire Squadron de Saskatoon. Il intègre ensuite l'Université de la Saskatchewan, où il obtient en 1954 un baccalauréat en arts, puis deux ans plus tard un baccalauréat en droit. Il passe avec succès l'examen du barreau de la Saskatchewan, en 1957.
Il déménage deux ans plus tard à Ottawa, à la suite de l'entrée de son père au Sénat. Il entame alors une double carrière professionnelle, travaillant pour le cabinet d'avocats de son père tout en dispensant des cours à la faculté de droit de son ancienne université. Le 9 janvier 1960, il épouse Karen Gerda Nygaard Andreasen, avec qui il aura deux fils.

### Carrière politique
À l'occasion de l'élection fédérale du 8 juillet 1974, il se présente dans la circonscription fédérale de Saskatoon—Biggar sous les couleurs du Parti progressiste-conservateur du Canada (PC), où il s'impose avec un peu plus de mille voix d'avance contre le libéral sortant, Alfred Gleave. Sa circonscription ayant été abolie, il se présente dans la circonscription de Saskatoon-Ouest lors de l'élection fédérale du 22 mai 1979.
Après ce scrutin, il devient ministre de l'Énergie, des Mines et des Ressources naturelles dans le gouvernement minoritaire dirigé par Joe Clark. Réélu en 1980, lors d'une élection fédérale anticipée, il doit quitter le gouvernement avec la victoire des libéraux. Il y revient cependant le 27 février 1985, en tant que président du Conseil privé de la Reine au Canada, dans le gouvernement majoritaire de Brian Mulroney. Il change de portefeuille le 30 juin 1986, étant nommé ministre de la Justice.
Sa circonscription étant de nouveau abolie pour l'élection fédérale du 21 novembre 1988, il se présente dans celle de Saskatoon—Clark's Crossing, mais il est cette fois-ci défait par le libéral Chris Axworthy. Il perd le 7 décembre suivant son poste ministériel.

### Gouverneur général
Le 14 décembre 1989, le bureau du premier ministre du Canada annonce que la reine Élisabeth II a officiellement approuvé la proposition de Brian Mulroney de désigner Ray Hnatyshyn au poste de gouverneur général. Il prend ses fonctions le 29 janvier 1990, après avoir prêté serment dans la salle des séances du Sénat.
Il s'efforce alors d'ouvrir sa résidence officielle de Rideau Hall au public, rompant totalement avec sa prédécesseure Jeanne Sauvé. Il établit ainsi un centre de visiteurs et un circuit de visite guidée des jardins.
En 1991, il organise dans le parc la première « série de concerts d'été du gouverneur général ». Il monte l'année suivante le His Excellency's Most Excellent Rock Concert et rouvre la patinoire au public. Ces décisions, associées à d'autres choix qu'il s'est imposé, s'inscrivait dans sa volonté d'engager les jeunes Canadiens, attirer l'attention sur l'éducation et encourager la culture.
Dans la même trame, il crée le prix du Gouverneur général pour les arts du spectacle pour la réalisation artistique, incluant le prix Ramon John Hnatyshyn pour le volontarisme artistique. Par la suite, il a mis en place le fonds Ramon John Hnatyshyn pour l'Éducation, le conseil international des études au Canada, le prix Ramon John Hnatyshyn pour le droit et le prix international du gouverneur général pour les études au Canada.
Son mandat prend fin le 6 février 1995, et il est alors remplacé par Roméo LeBlanc. Dans un rapport présenté à cette occasion, la Ligue monarchiste du Canada lui reproche de ne pas avoir assez défendu la couronne canadienne, suivant l'exemple de Vincent Massey plutôt que sa prédécesseure, clairement républicaine.

### Fin de vie et décès
Après son départ de la vie publique, il retourne pratiquer son métier d'avocat chez Gowling, Strathy & Henderson, puis il est désigné, en 2002, chancelier de l'Université Carleton d'Ottawa. Il meurt quelques mois plus tard, le 18 décembre, à cause d'une pancréatite. Son corps est exposé deux jours dans la salle des séances du Sénat du Canada, comme le veut la tradition. Cinq jours après sa mort, des funérailles d'État sont célébrées en la cathédrale Christ Church d'Ottawa.

## Distinctions
- Compagnon de l'Ordre du Canada
- Très vénérable ordre de Saint-Jean Chevalier de justice